# Johann Gottfried Schadow

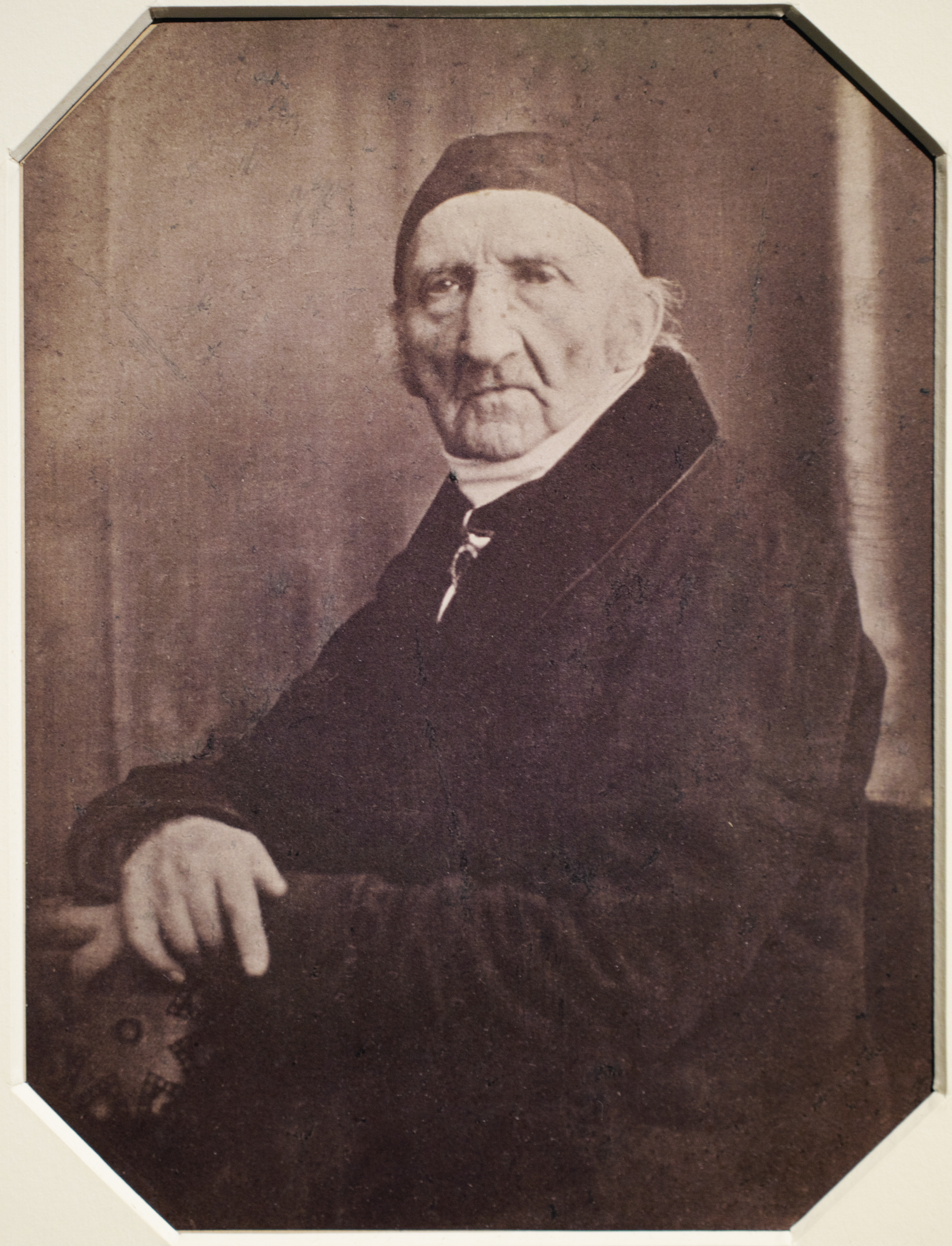
Daguerreotypie von Johann Gottfried Schadow (Hermann Biow, 1846)

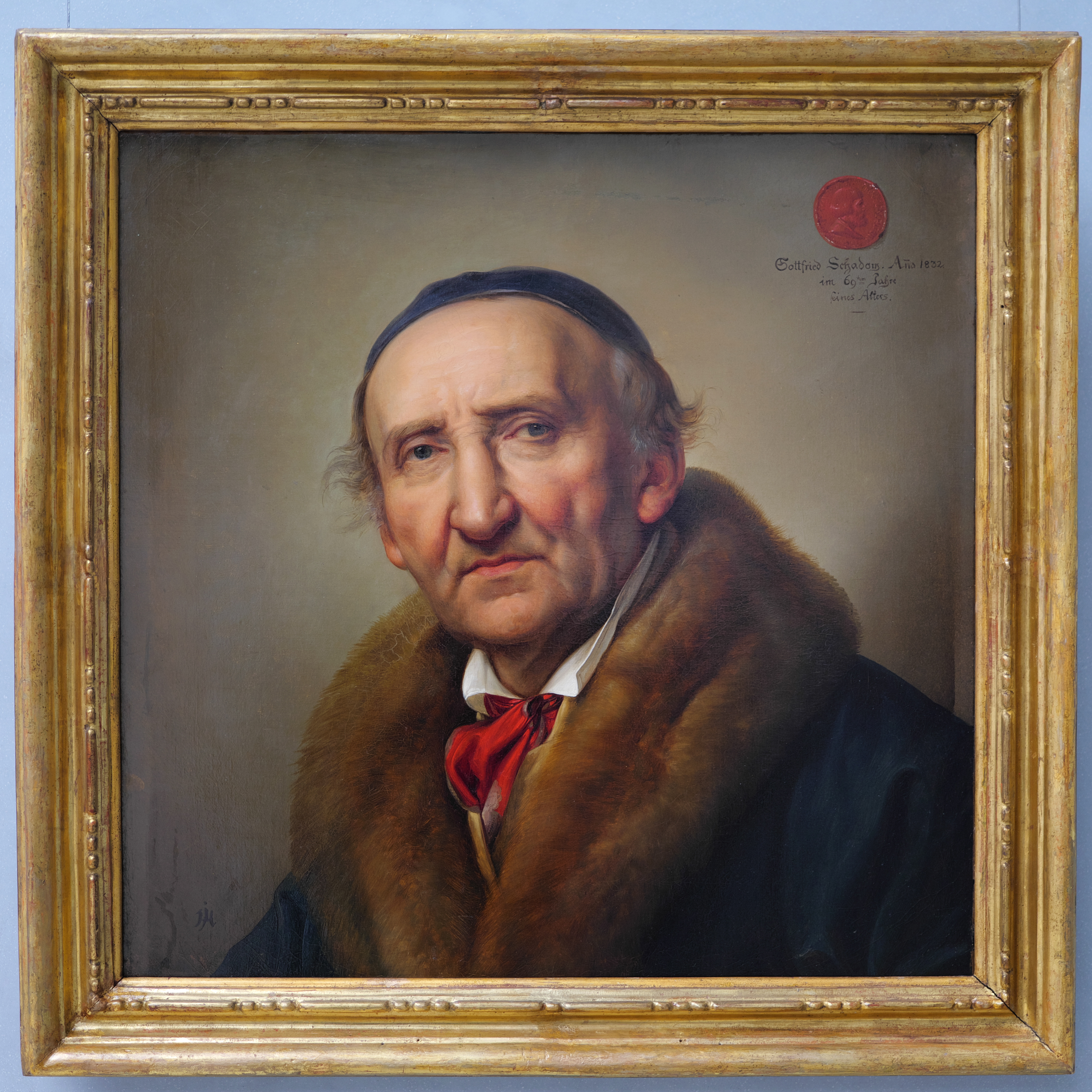
Johann Gottfried Schadow, Gemälde von Julius Hübner, 1832

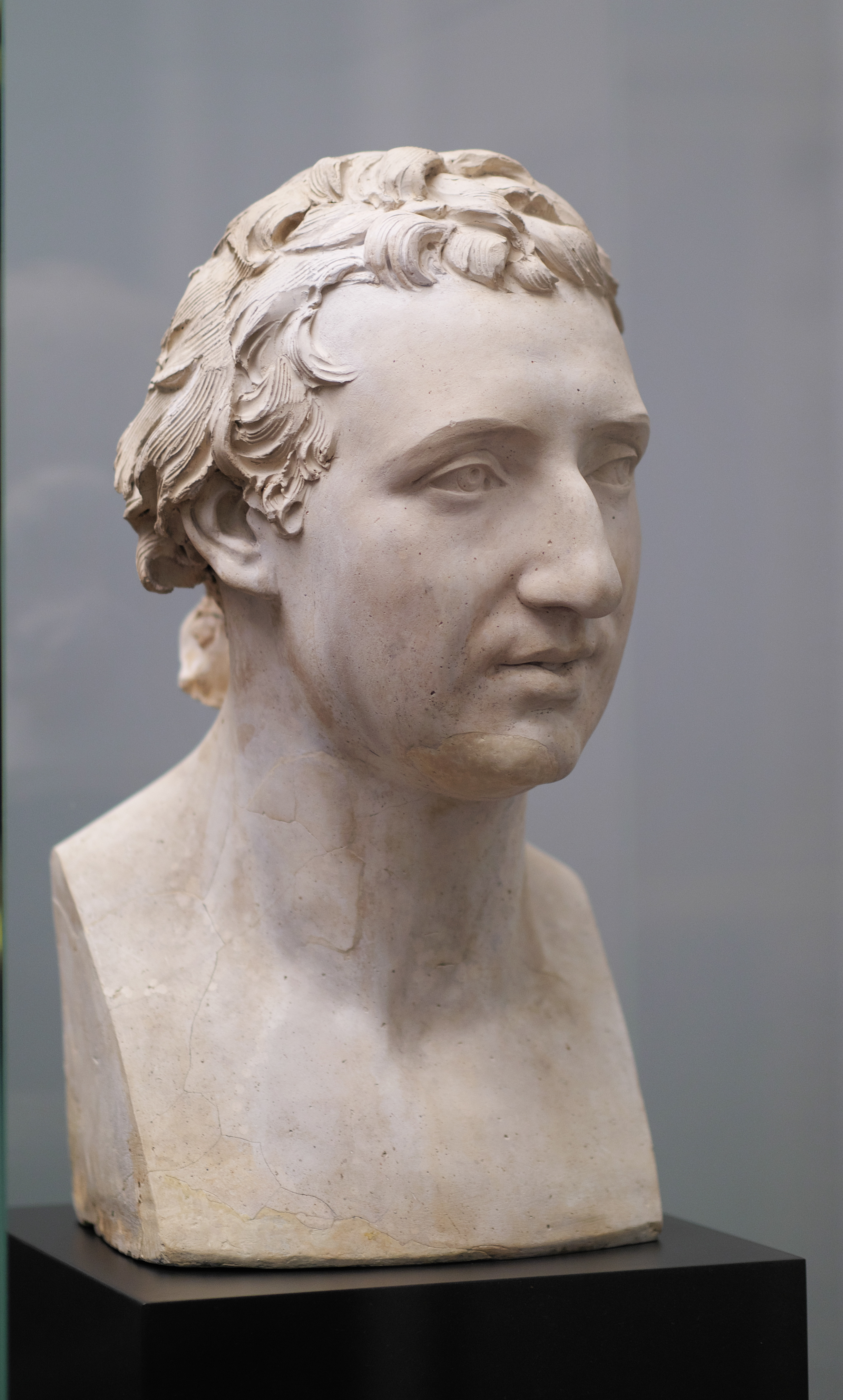
Selbstporträt von Johann Gottfried Schadow, um 1791

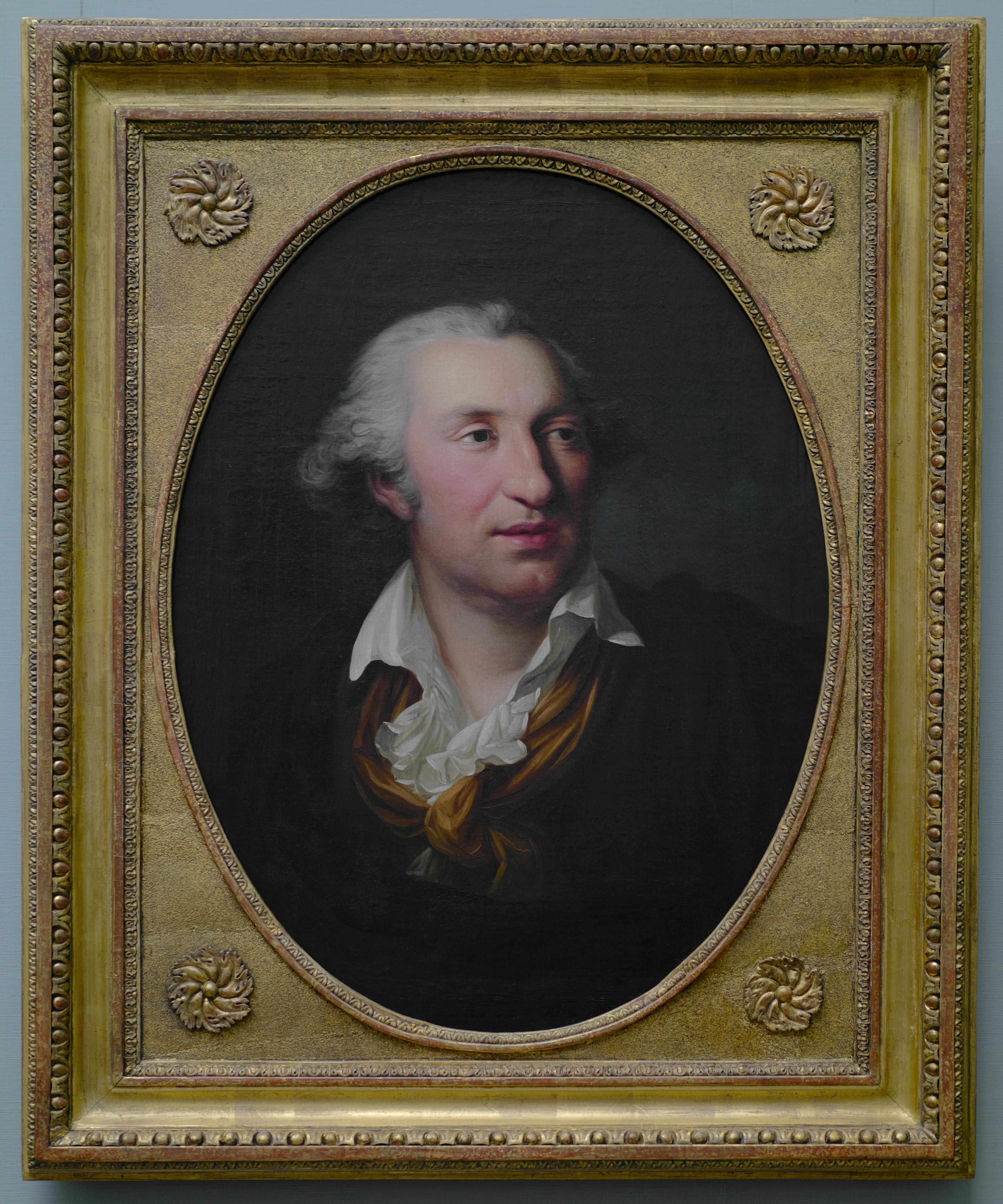
Gemälde des Malers Friedrich Georg Weitsch von Johann Gottfried Schadow, um 1791

Johann Gottfried Schadow (ausgesprochen 'schado:, * 20. Mai 1764 in Berlin; † 27. Januar 1850 ebenda) war ein preußischer Zeichner und Bildhauer. Neben seinem Schüler Christian Daniel Rauch war er der bedeutendste Vertreter des deutschen Klassizismus und der Begründer der Berliner Bildhauerschule. Zu seinen Hauptwerken gehören das Grabmal des Grafen Alexander von der Mark (1790), die Quadriga auf dem Brandenburger Tor (1793) und die Prinzessinnengruppe (1797) in Berlin, das Blücherdenkmal (1819) in Rostock und das Lutherdenkmal (1821) in Wittenberg. Eine wichtige Gedenkstätte des Künstlers ist das Schadowhaus in Berlin.

## Leben

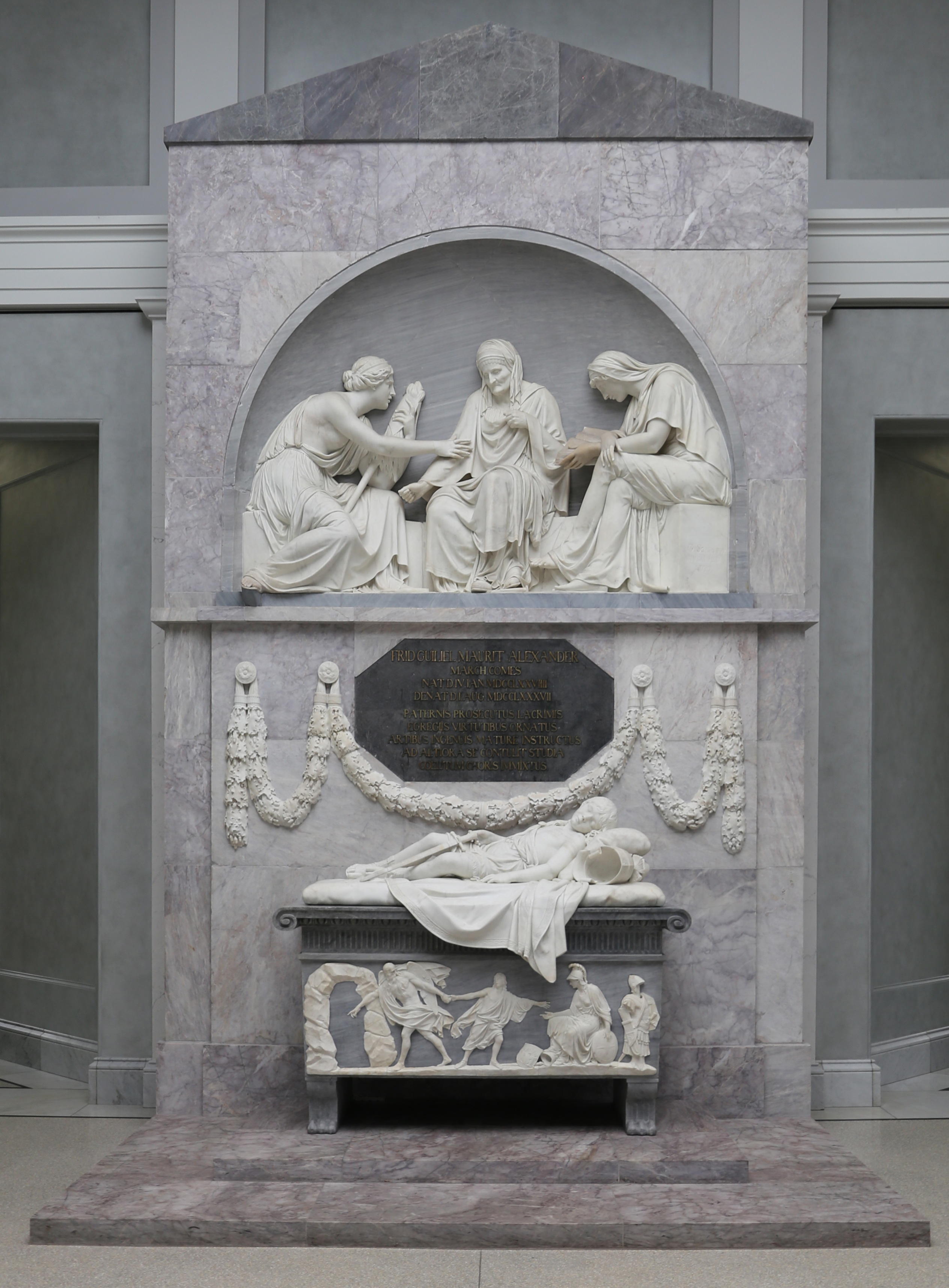
Grabmal des Grafen Alexander von der Mark (1790), Alte Nationalgalerie

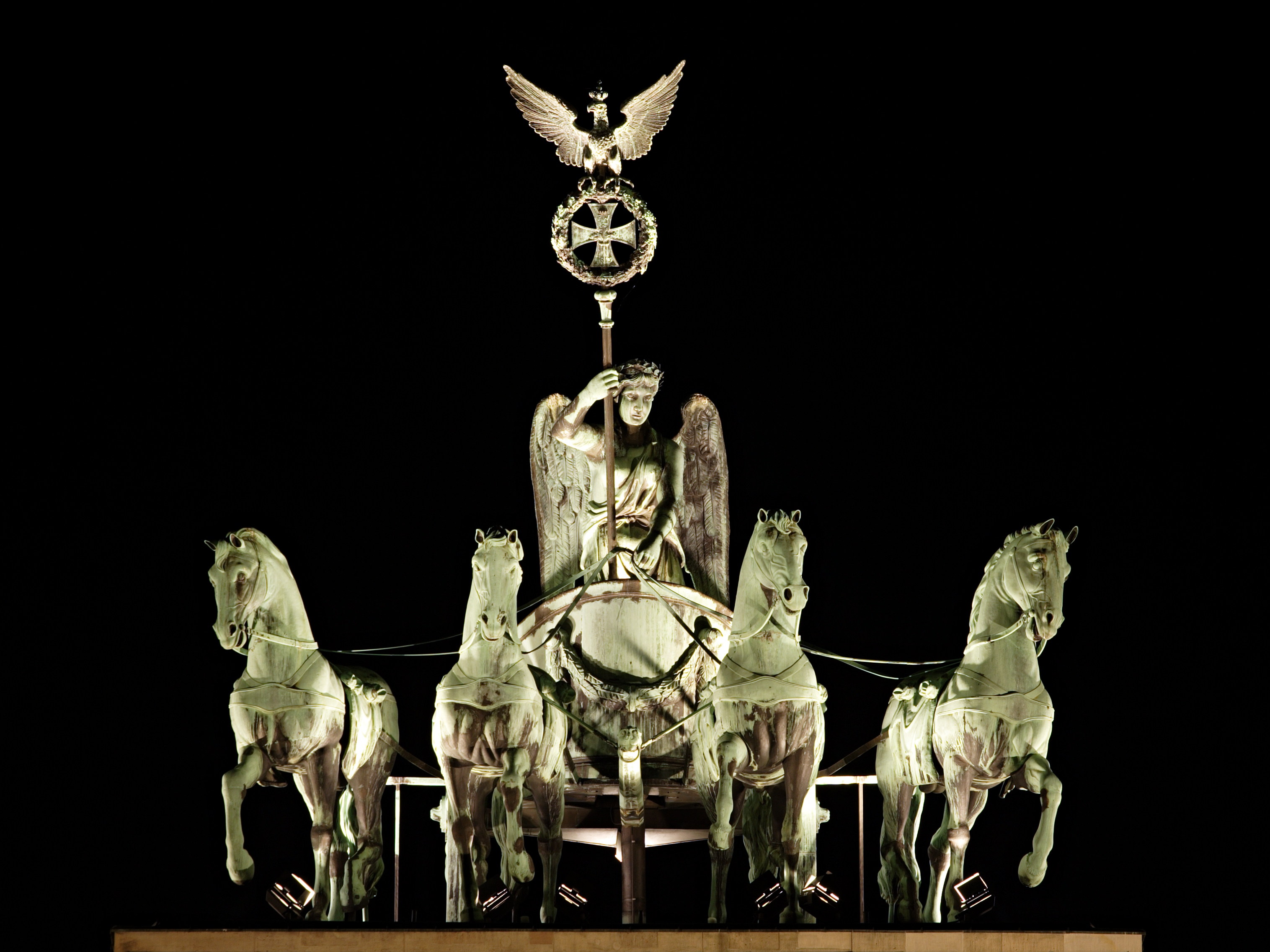
Quadriga auf dem Brandenburger Tor (1793), Berlin

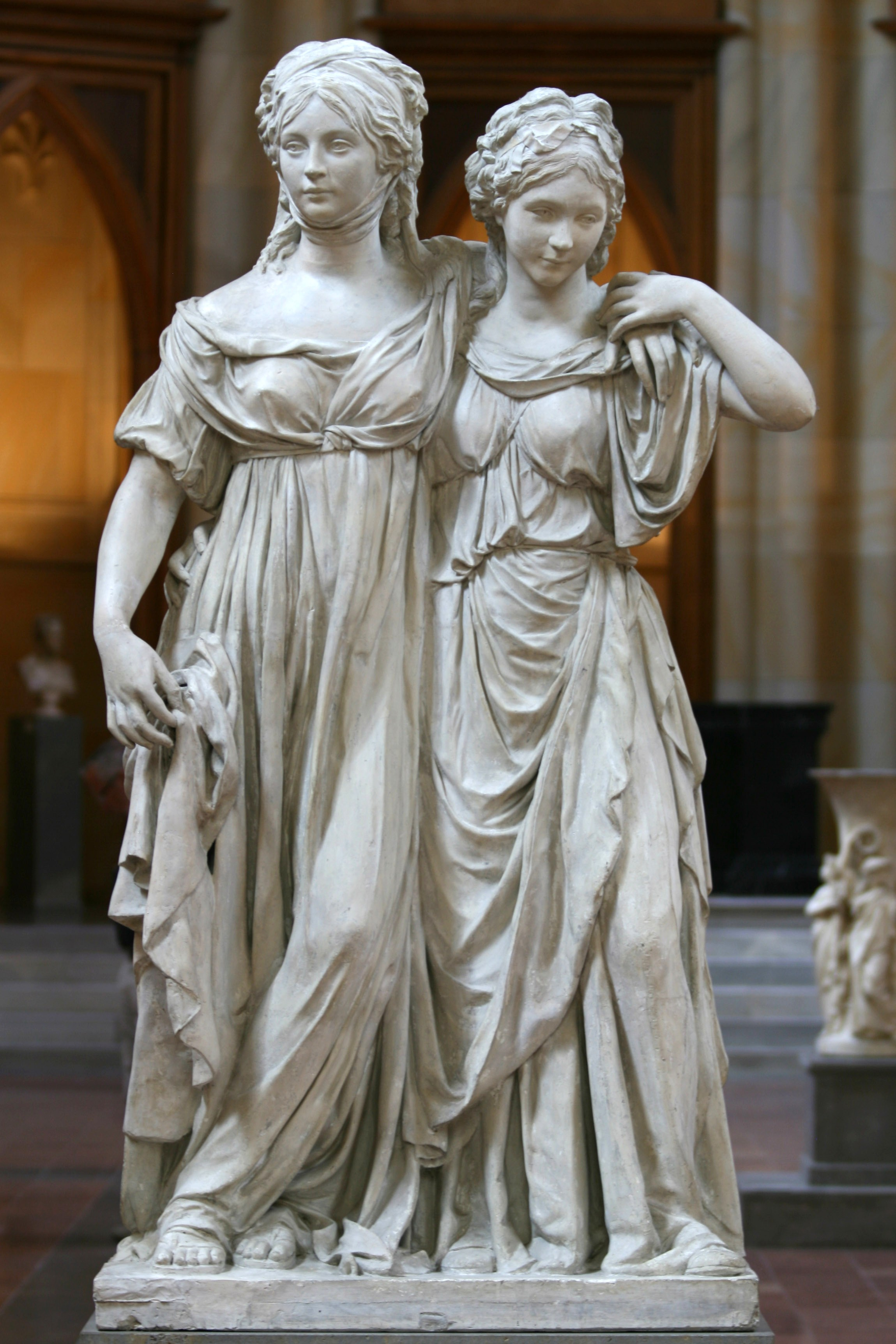
Prinzessinnengruppe (1797), Friedrichswerdersche Kirche

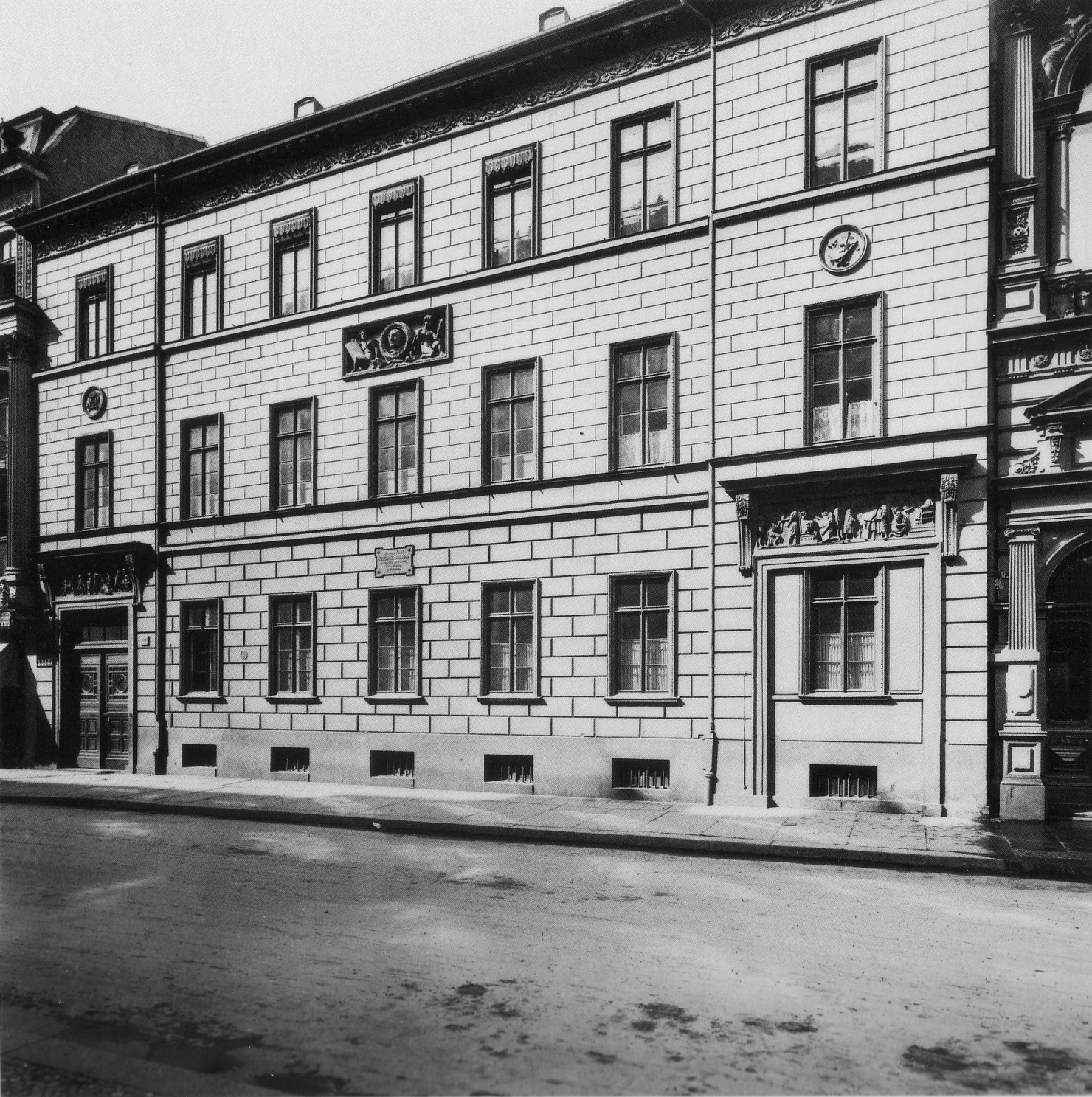
Schadows Wohnhaus in Berlin, heute Sitz der Schadow-Gesellschaft

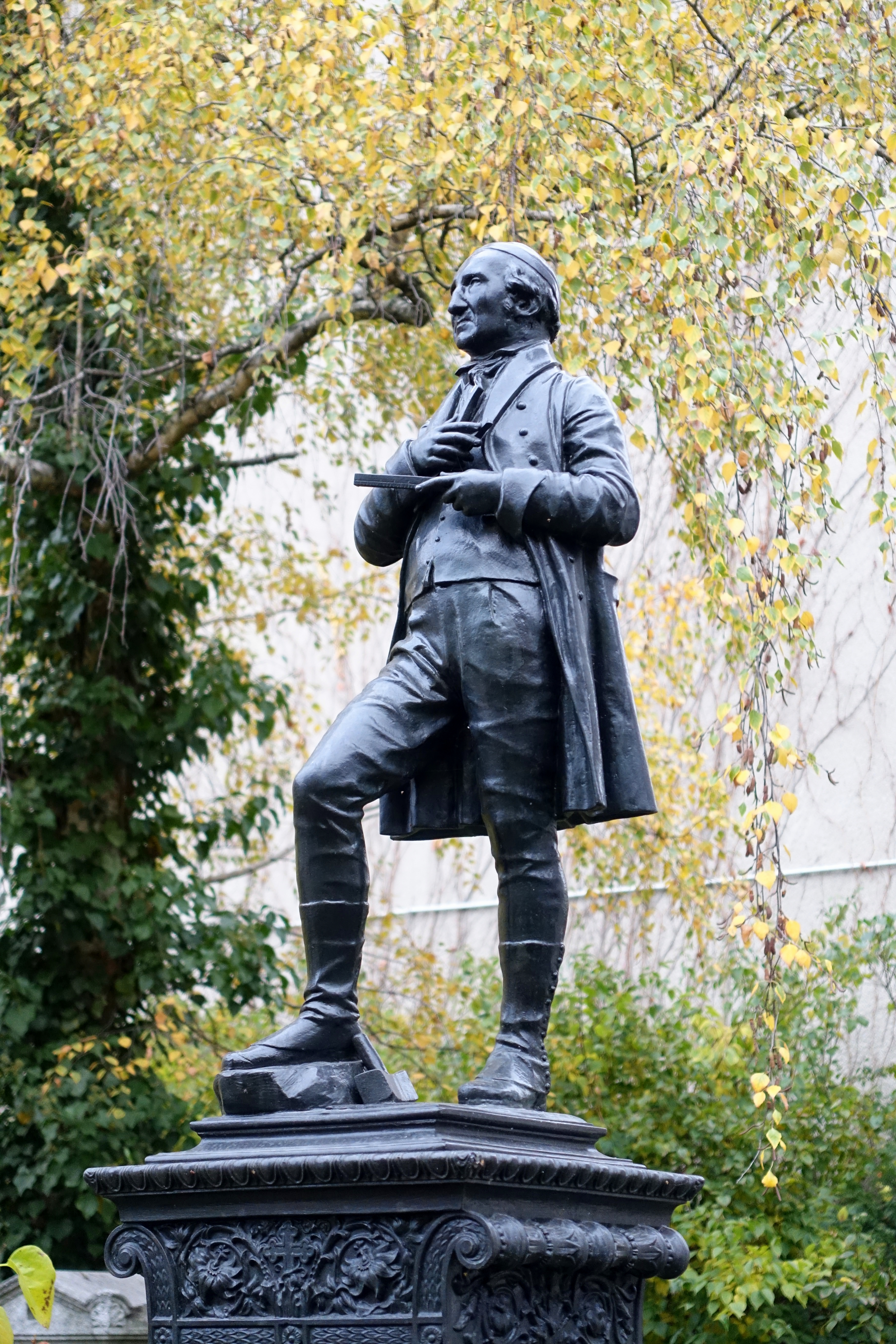
Schadows Ehrengrab auf dem Dorotheenstädtischen Friedhof

### Kindheit und Jugend
Johann Gottfried Schadow wurde in der Lindenstraße in Berlin in der Nähe des Halleschen Tores geboren. Er war der Sohn des Schneidermeisters Gottfried Schadow, geb. am 21. Januar 1738 in Saalow, Kreis Teltow († 1788), und der Anna Katharina Nilles, geb. am 20. März 1740 in Mellen, Kreis Teltow († 1797). Die Vorfahren waren märkische Bauern im Kreis Teltow. Der Vater, körperlich schwach in der Kindheit, wurde Schneider in Zossen und zog später nach Berlin. Johann Gottfried Schadow hatte vier Geschwister, er war der älteste Sohn.
Schadow besuchte mit seinen Brüdern zunächst das Gymnasium zum Grauen Kloster. Als der Vater das Zeichentalent seines Sohnes erkannte, ließ er ihm ab 1776 Zeichenunterricht bei Giovanni Battista Selvino erteilen. Dieser konnte damit eine schon längere Zeit bestehende Werklohnschuld für Schneiderarbeiten gegenüber Schadows Vater abtragen. 1777 verließ Schadow die Schule, um von Madame Tassaert im Zeichnen unterwiesen zu werden. Bei deren Ehemann, dem preußischen Hofbildhauer Jean Pierre Antoine Tassaert, wurde er im Herbst 1778 Schüler, nachdem er sich für den Beruf des Bildhauers entschieden hatte. Schadow erlernte bei Tassaert die gesamte bildhauerische Technik. Im Jahr 1778 begann er seine Ausbildung an der Akademie der Künste und den Besuch der Aktklasse.

„In seinen Kinderjahren hatte Schadow mit dem Druck der Armuth zu kämpfen. Alles was ihm das Liebste war, mußte er sich versagen. Sogar an dem Zeichnenunterricht in der Schule, die er besuchte, konnte er nicht Theil nehmen, da derselbe besonders bezahlt werden mußte, wozu seinem Vater die Mittel fehlten. Die Oper hörte er in den dunkeln Gängen vor den Logen. Ein eigner Umstand führte eine Aenderung dieser Verhältnisse herbei. Ein Italiener, der in der Kunststätte des Direktors der königlichen Bildhauer-Akademie Tassaert arbeitete, war dem Vater Schadow's eine kleine Summe schuldig, die er nicht zahlen konnte. Er erbot sich, dem Knaben dafür Unterricht im Zeichnen zu geben. Es geschah: das Talent zeigte sich auf der Stelle. Durch diesen Weg wurde Schadow mit Tassaert bekannt, und derselbe so wie seine Gattin wandten ihm bald die entschiedenste Aufmerksamkeit und Theilnahme zu, so daß Tassaert seinem Zögling schon im neunzehnten Jahre einen Gehalt von 450 Thaler verschaffte, der nach heutigem Maßstabe wohl auf das Doppelte anzuschlagen ist.“

### Italienreise
Tassaert war seinem begabtesten Schüler sehr zugetan. Er suchte daher auch die familiäre Bindung Schadows durch Verheiratung seiner Tochter. Zugleich stellte ihm Tassaert dessen Nachfolge als Hofbildhauer in Aussicht. Schadow ging hierauf nicht ein. Im Februar 1785 brannte er mit seiner Geliebten Marianne Devidels nach Wien zu seinem zukünftigen Schwiegervater durch. Auf der Reise wohnte er im April 1785 in Dresden bei dem Porträtmaler Anton Graff. Mit dem Geld seines Schwiegervaters reiste Schadow weiter nach Italien. Im Juni 1785 kam er nach Venedig, im Juli erreichte er Florenz und schließlich Rom. Hier trat er für kurze Zeit der Werkstatt Alexander Trippels bei, widmete sich dann aber lieber dem Studium der Antike. Im folgenden Jahr erhielt er mit der Tongruppe Perseus befreit Andromeda den Preis der römischen Akademie. Mit dem deutschen Maler Heinrich Füger, dem österreichischen Bildhauer Franz Anton von Zauner sowie mit dem italienischen Bildhauer Antonio Canova war er befreundet.
Am 25. August 1785 heiratete er in Prag die jüdisch erzogene Marianne („Mattel“) Anna Augustine Devidels (geboren am 17. Dezember 1758 in Prag, gestorben am 9. November 1815 in Berlin), Tochter des Wiener Juwelenhändlers Samuel Devidels (1731–1790). In Rom trat Schadow zum Katholizismus über, seine Frau war schon seit 1779 katholisch. 1786 wurde der Sohn Karl Zeno Rudolf (Ridolfo) Schadow in Rom geboren, der sein Schüler und später selbst ein erfolgreicher Bildhauer wurde.

### Karriere in Berlin
Nach der Rückkehr nach Berlin 1787 konvertierte Schadow wieder zum Protestantismus, nicht zuletzt um im preußischen Staatsdienst eine Anstellung bekommen zu können. Zunächst wurde er Porzellanmaler bei der königlichen Porzellanmanufaktur. Schadows Lehrer Tassaert starb im Januar 1788. Daraufhin übernahm Schadow auf Anordnung des Königs Tassaerts letzten Auftrag: das Grabmal des im Jungenalter verstorbenen Grafen von der Mark in der Dorotheenkirche. Dabei setzte er die strengere, an die Antike angelehnte Formgebung an die Stelle der nun oberflächlich wirkenden Kunst des Rokoko. Ebenfalls im Januar 1788 wurde er zum ordentlichen Mitglied der Akademie der Künste berufen. Er wurde Lehrer der Bildhauerkunst und einer der fünf Rektoren. 
Im Februar starb sein Vater. Im September wurde der zweite Sohn Friedrich Wilhelm geboren, der sein Schüler und bekannter Maler wurde. Im Herbst 1788 trat Schadow die Nachfolge Tassaerts an. Er wurde zum Leiter der Hofbildhauerwerkstatt und zum Direktor der Skulpturen beim Oberhofbauamt ernannt. Aus der Zusammenarbeit mit Carl Gotthard Langhans, dem Direktor des Oberhofbauamtes, entstanden viele gemeinsame Schöpfungen.
1793 modellierte Schadow die Quadriga für das neu errichtete Brandenburger Tor, die von Emanuel Ernst Jury in Potsdam in 2 mm Kupfer getrieben wurde. Für die 1798–1800 erbaute Berliner Münze am Werderschen Markt schuf er den 36 Meter langen sogenannten Münzfries.
Im Oktober 1802 besuchte Schadow Goethe in Weimar, um eine Plastik von ihm vorzubereiten. Dieser Besuch hatte aber nicht den gewünschten Erfolg. Bei der Gelegenheit schuf Schadow eine Büste von Christoph Martin Wieland.
Im April 1805 wurde er Vizedirektor der Akademie der Künste. Im Juni bezog er mit seiner Familie sein neues Wohnhaus in der heutigen Schadowstraße 10/11 in Berlin-Mitte, das ein heute unbekannter Baumeister auf Kosten des Staates für ihn errichtet hatte. Das klassizistische Gebäude ist als eines der wenigen Bürgerhäuser aus dieser Zeit erhalten geblieben. Schadow bewohnte es bis zu seinem Tod im Jahr 1850.
1814 gründete Schadow den Berlinischen Künstlerverein und wurde dessen Vorsitzender. Nachdem man ihn 1816 zum Direktor der Königlich Preußischen Akademie der Künste ernannt hatte, blieb er in Berlin.
1815 war Schadow Witwer geworden. 1817 heiratete er in Berlin Caroline Henriette Rosenstiel (1784–1832), Tochter des Friedrich Philipp Rosenstiel. Mit ihr hatte er vier Kinder, die zwischen 1818 und 1824 geboren wurden. In den folgenden Jahren unternahm er Reisen nach Dresden (1820), nach Wittenberg zur Enthüllung seines Lutherdenkmals (1821), nochmals dorthin (1822) und mit seinem Bruder Rudolf nach Hamburg und Lübeck (1823). Nach der Geburt seines jüngsten Kindes Julius (1824) begann er sich auch politisch mehr zu engagieren und wurde 1827 zum Abgeordneten von Berlin gewählt.
Mit seinem Sohn Felix unternahm er einige Reisen nach Leipzig (1835). 1836 musste Schadow sich einer Augenoperation unterziehen. Die Einschränkung des Augenlichtes war für den malenden und mit den Augen arbeitenden Schadow ein bitterer Einbruch in sein künstlerisches Schaffen. Er konnte nur noch zeichnen und war nur noch wenig als Bildhauer tätig.

### Alter
Der 75-jährige Schadow stellte 1839 den Antrag, ihn aus Altersgründen in den Ruhestand zu versetzen. Das wurde zwar abgelehnt, man stellte ihm aber einen Vizedirektor an die Seite. Schadow beschäftigte sich nun auch mit Geschichte und wurde deshalb 1840 Mitglied des Vereins für Mecklenburgische Geschichte und Altertumskunde. Besonders stolz war Schadow, als sein Sohn Wilhelm in den erblichen preußischen Adelsstand erhoben wurde. 1846 reiste Schadow wieder nach Dresden.
Schadow war auch im hohen Alter noch produktiv. Gegen Ende seines Lebens schrieb er seine Memoiren. 1849 brachte er die Kunst-Werke und Kunst-Ansichten heraus.
Schadow starb im Kreise seiner Kinder am 27. Januar 1850 im Alter von 85 Jahren an einer Lungenentzündung in Berlin. Er wurde am 31. Januar auf dem Dorotheenstädtischen Friedhof in Berlin-Mitte beigesetzt. Der Trauerzug war von seiner Wohnung ausgegangen, wo sich „außer der großen Schaar der Verehrer des Hingeschiedenen, die Mitglieder des Magistrats und die Stadtverordneten, die Notabilitäten der Kunst und Wissenschaft“ eingefunden hatten. Die Ehrengrabstätte der Stadt Berlin befindet sich in der Abteilung CAL G2.
Nach Schadows Tod wurde vermutet, er sei Opfer eines ärztlichen Behandlungsfehlers geworden:

„Leider findet das Gerücht Bestätigung, daß der hochbetagte Künstler auf seinem letzten Krankenlager wirklich noch das Opfer einer Vergiftung durch Fahrlässigkeit geworden ist. Durch ein Versehen ist bei der Bereitung einer seiner Arzneien die vom Arzte verordnete Dosis Opium vervierfacht worden, wodurch der Tod des Patienten, der freilich wol (sic!) unter allen Umständen erfolgt wäre, erheblich beschleunigt worden sein soll. Es schwebt hierüber bereits eine gerichtliche Untersuchung.“

### Schaffen
Schadow war ein Künstler, der stets die klassizistische und naturalistische Kunstauffassung wahrte. Spätestens seit 1800 sah er sich in einem ständigen Konflikt mit der aufkommenden romantischen idealistischen Kunstauffassung, die durch seine Schüler verkörpert wurden. Sein wichtigster Schüler war Christian Daniel Rauch. Weitere bedeutende Schüler waren seine Söhne Rudolf und Wilhelm sowie Christian Friedrich Tieck, Emil Wolff, Theodor Kalide, Karl und Ludwig Wichmann. Das gilt für Karl Friedrich Schinkel, durch den er aus der Leitung des Oberhofbauamtes gedrängt wurde.
Bekanntlich machte sich Schinkel mit Entwürfen für die Architektur von der akademisch klassizistischen Formensprache zusehends frei. Anfänglich hatte Schadow den Skulpturenschmuck der von Schinkel entworfenen Bauwerke im klassizistischen Stil angefertigt. Schrittweise geriet Schadow jedoch gegenüber den neuen künstlerischen Tendenzen ins Abseits und wurde später seitens des preußischen Königshauses mit nur wenigen Arbeiten beauftragt.
Schadow wandte sich zunehmend von der alten klassizistischen Formensprache ab und der neuen romantischen zu, ohne indes sie jemals völlig aufzugeben. Das wiederum vollzog sich nach dem Tod Friedrich Wilhelms II. im Jahre 1797, der Gönner und Mäzen Schadows gewesen war.
Schadow war sein Leben lang bemüht, ein öffentliches Reiterstandbild König Friedrichs des Großen zu schaffen. Dazu kam es jedoch nie, lediglich einige Standbilder wie zum Beispiel die Bronzestatue Friedrichs mit seinen Hunden Alcmène und Hasenfuß oder das Standbild in Stettin wurden von Schadow angefertigt. Das Reiterstandbild Friedrichs des Großen wurde hingegen durch Christian Daniel Rauch geschaffen.

### Mitgliedschaften
Schadow interessierte sich sehr für das Schachspiel und war im Jahr 1803 in Berlin Mitgründer des häufig auch nach ihm benannten ersten deutschen Schachklubs. Seit 1840 war er Mitglied des Vereins für Mecklenburgische Geschichte und Altertumskunde.
Als Freimaurer gehörte er der Berliner Loge Friedrich Wilhelm zur gekrönten Gerechtigkeit an. Er war darüber hinaus in Vorstandsämtern der Großen Loge Royal York zur Freundschaft tätig, so als Repräsentant der Großen Loge von Hamburg als auch als Erster Vorsteher des Innersten Orients.

### Kinder
Aus der Ehe mit Marianne Devidels (nach der Konversion vom Judentum zum Katholizismus: Anna Augustine Weissenau):
- Karl Zeno Rudolf (Ridolfo) Schadow (* 9. Juli 1786 in Rom; † 31. Januar 1822 ebenda), Bildhauer
- Wilhelm von Schadow (* 6. September 1788 in Berlin; † 19. März 1862 in Düsseldorf), Maler

Aus der Ehe mit Caroline Henriette Rosenstiel:
- Richard Schadow (* 7. Februar 1818; † 20. August 1918)
- Felix Schadow (* 21. Juni 1819; † 25. Juni 1861)
- Lida Schadow, später verehelichte Bendemann (* 16. August 1821; † 5. August 1895)
- Julius Schadow (* 22. Juli 1824; † 1827)

## Ehrungen

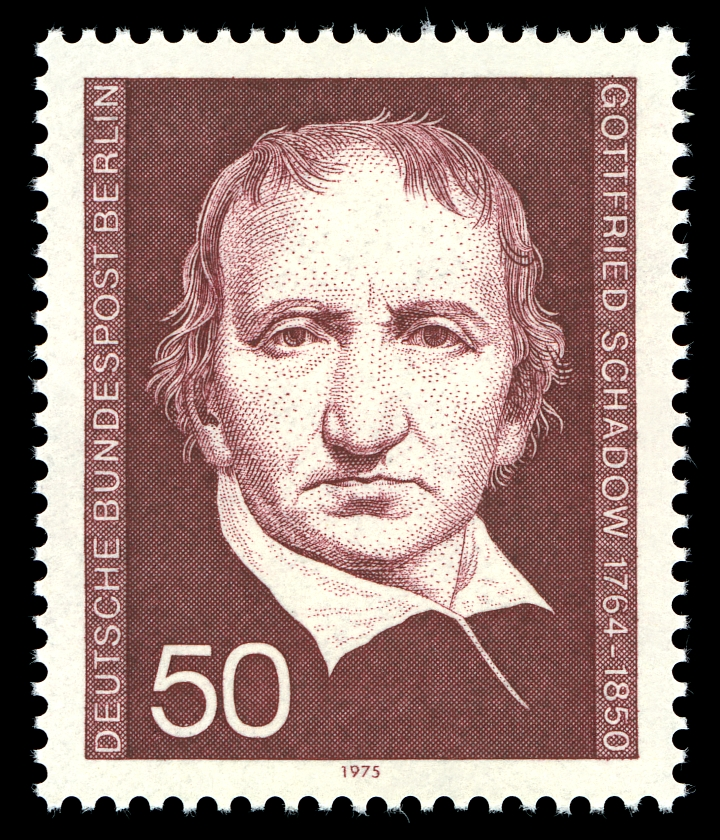
Schadows Selbstporträt auf einer Briefmarke der Bundespost, 1975

### Zu Lebzeiten
- 1788: ordentliches Mitglied der Akademie der Künste in Berlin
- 1791: ordentliches Mitglied der Akademie der Künste Stockholm
- 1793: Mitglied der Kunstakademie in Kopenhagen
- 1812: Mitglied der Akademie der Künste Wien
- 1814: Mitglied der Akademie der Künste München
- 1830: Ernennung zum Ehrendoktor der Philosophie durch die Berliner Universität
- 1838: Verleihung des Roten Adlerordens 2. Klasse mit Brillanten anlässlich der 50-jährigen Mitgliedschaft in der Akademie der Künste
- 1842: Orden Pour le Mérite für Wissenschaften und Künste, überreicht von König Friedrich Wilhelm IV. in Schadows Wohnung
- 1842: ordentliches Mitglied der Kunstakademie Kassel
- 1844: Verleihung des schwedischen Nordstern-Ordens durch König Oskar I.
- 1844 Ehrung anlässlich seines 80. Geburtstages:

„Künstler und Kunstfreunde in Berlin feierten am 20. Mai den Tag, an welchem der Veteran der deutschen Kunst, der alte Meister Gottfried Schadow, vor achtzig Jahren geboren wurde. Seit länger als einem Menschenalter befindet sich dieser noch heutzutage jugendliche Greis als Director an der Spitze der berliner Kunstakademie […] Dem alten Meister wurde von seinen Verehrern ein silberner Lorbeerkranz mit galvanisch vergoldeten Inschriften überreicht; Mittags war das große Krollsche Festlocal – vielleicht das größte und schönste, das jetzt in dieser Art irgendwo zu finden ist – der Sammelplatz der Theilnehmer des Festes, und Abends brachten die Künstler dem Greise einen glänzenden Fackelzug.“

- 1845: korrespondierendes Mitglied der Pariser Académie des Beaux-Arts
- 1846: korrespondierendes Mitglied der Kunstakademie Brüssel
- 1846: assoziiertes Mitglied der Académie royale des Sciences, des Lettres et des Beaux-Arts de Belgique[12]
- 1847: Mitglied der Akademie der Künste Dresden
- 1848: Ehrenmitglied der Großen Karnevalsgesellschaft Köln
- 1848: Verleihung des Sterns zum Roten Adlerorden 2. Klasse

### Postum
Auf Schadows Grab wurde 1851 eine bronzene Statuette Schadows nach dem Modell seines Schülers Heinrich Kaehler aufgestellt. Sie ist auf dem Dorotheenstädtischen Friedhof zu besichtigen.
Mit dem Bau der Düsseldorfer Kunstakademie (1875–1879) wurde sein Name unter den bedeutenden Bildhauern im Fries der Fassade an der Westseite (Rheinseite) eingemeißelt.
Zudem wurde Schadow zu Ehren auf der Bank der Denkmalgruppe 30 in der ehemaligen Berliner Siegesallee ein Relief mit seinem Bildnis angebracht. Bildhauer der Gruppe war Gustav Eberlein, die Enthüllung fand am 30. März 1901 statt.
1993 wurde der Asteroid (5265) Schadow nach ihm benannt.

## Werke (Auswahl)

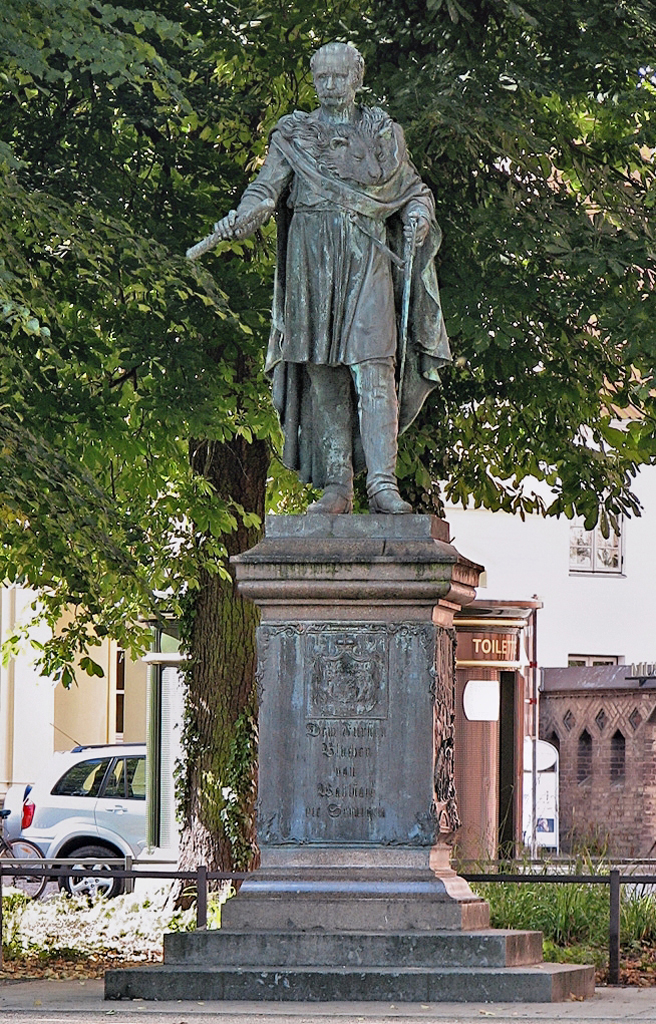
Blücherdenkmal (1819), Rostock

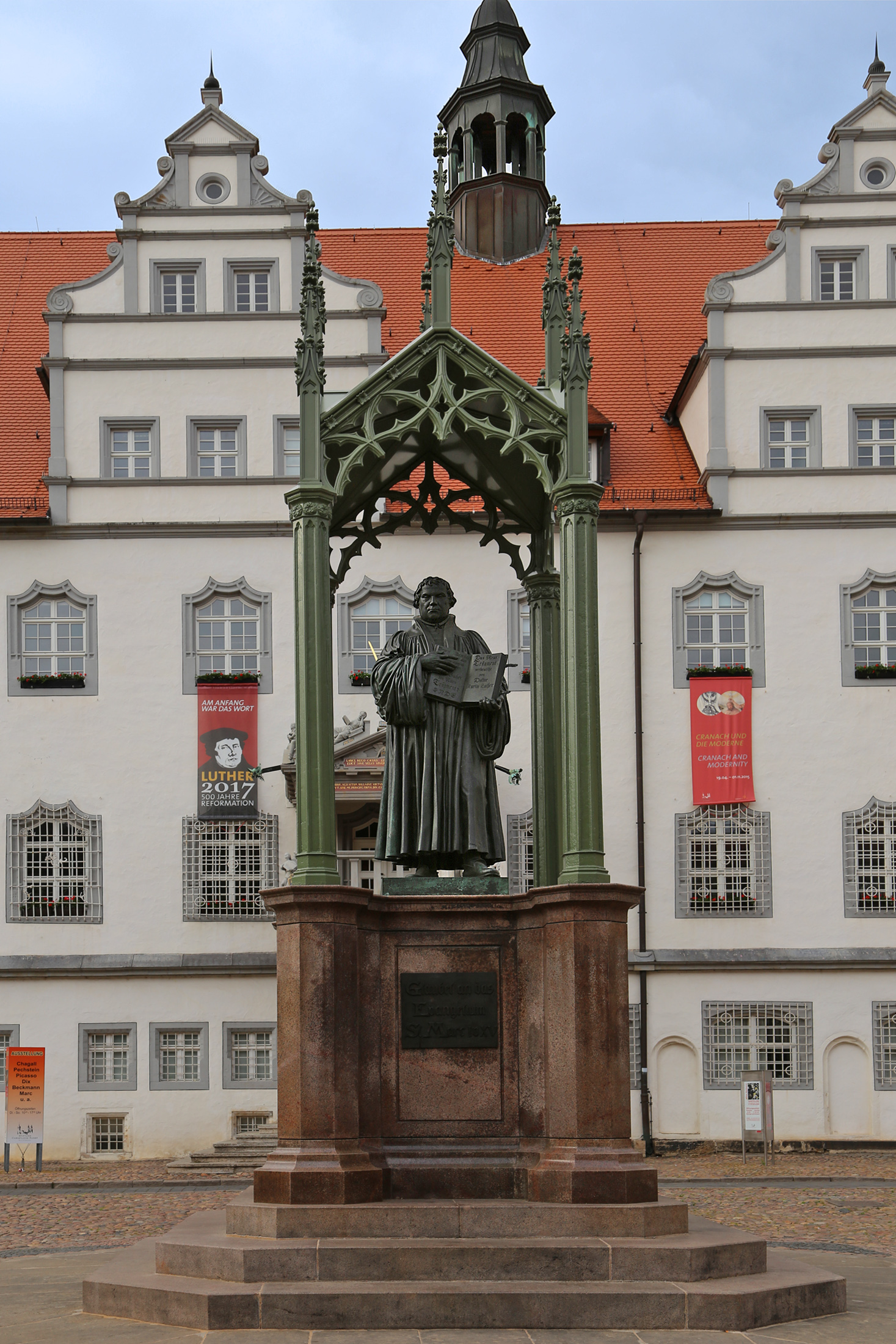
Lutherdenkmal (1821), Wittenberg

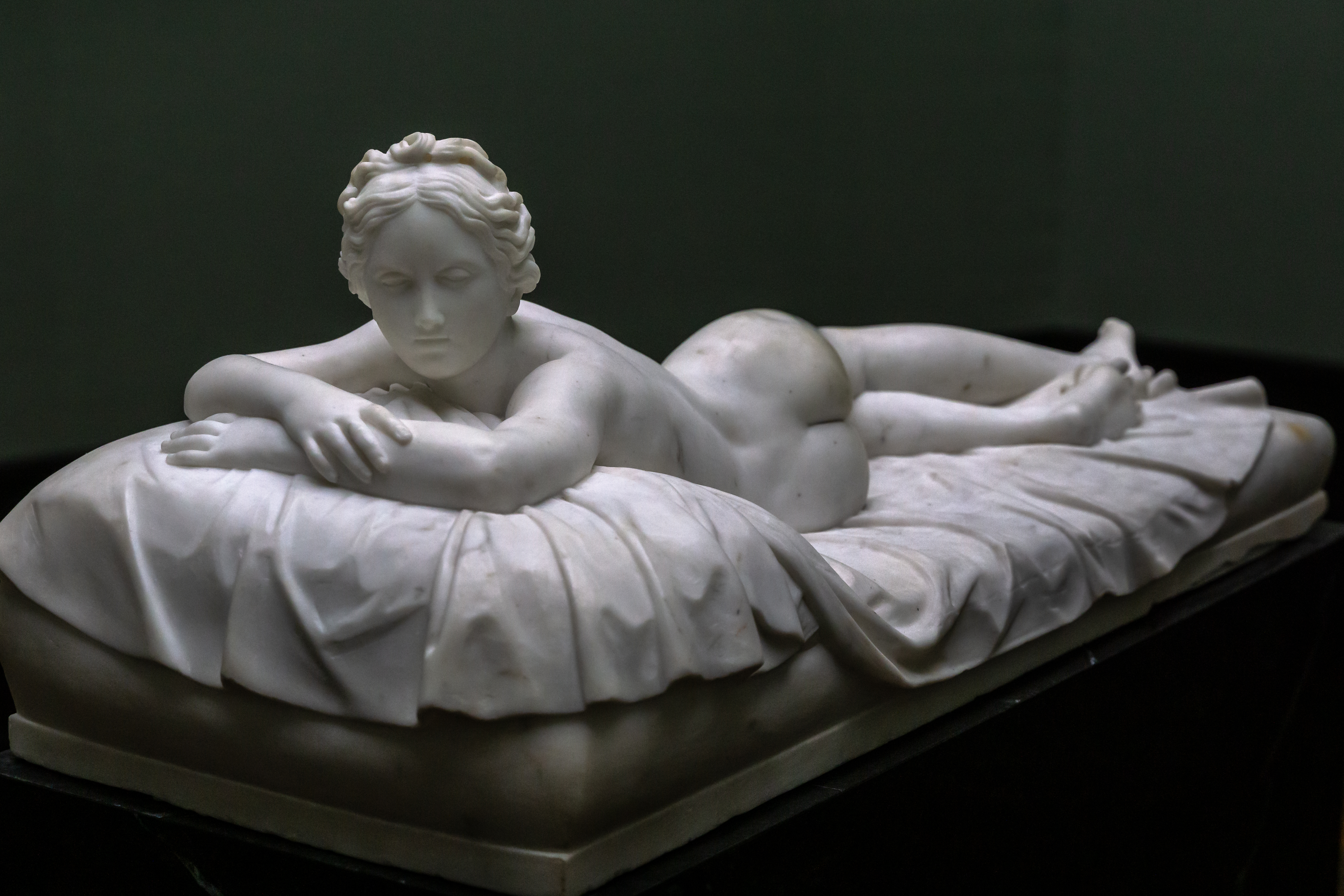
Ruhendes Mädchen (1826), Alte Nationalgalerie

### Grabmäler
- 1790: Grabmal des Grafen Alexander von der Mark (Berlin, Alte Nationalgalerie). Das Grabmal des Prinzen begründete den Ruf und späteren Erfolg von Schadow als bedeutender Bildhauer seiner Zeit durch die mitfühlende Darstellung des Kindes. Ausführung in Marmor und Aufstellung 1790. Heute in der Alten Nationalgalerie in Berlin.
- 1795: Grabmal für Anton Friedrich Büsching (Berlin, Märkisches Museum). 1871 versetzte man das Grabmal aus städtebaulichen Gründen auf den Neuen Georgenfriedhof, 1935 wiederum in das Refektorium des Gymnasiums zum Grauen Kloster, dem Büsching einst als Direktor vorstand. Seit 1950 wird es im Märkischen Museum ausgestellt, seit 2001 einschließlich der restaurierten Inschrifttafel.[13]
- 1798: Grabmal des Friedrich Wilhelm Schütze in der Schlosskirche Schöneiche.
- 1816: Grabmal für Marianne Schadow (1758–1815), geb. Devidels, erste Ehefrau des Künstlers. Nach glücklicher Ehe verstarb Marianne Schadow im Alter von 57 Jahren und wurde auf dem St. Hedwigsfriedhof vor dem Oranienburger Tor beigesetzt. Nach Auflösung des Friedhofs wurde das marmorne Grabdenkmal 1901 auf den Gemeindefriedhof in der Liesenstraße übertragen und gelangte 1928 von dort in das Märkische Museum, wo es heute in der Großen Halle aufgestellt ist.[14]

### Büsten
- 1783: Büste der Henriette Herz
- 1794–1795: Büsten der Prinzessinnen Friederike und Luise von Mecklenburg-Strelitz als Vorarbeit zur Prinzessinnengruppe
- 1800: Marmorbüste Carl Friedrich Christian Fasch, Begründer der Sing-Akademie zu Berlin
- 1801: Büste von Friedrich Gilly
- 1807: Marmorbüste von Julie Zelter (geb. Pappritz), Ehefrau von Carl Friedrich Zelter, dem Leiter der Sing-Akademie zu Berlin
- 1807–1811: mehrere Porträtköpfe in der Walhalla bei Regensburg, in anderthalbfacher Lebensgröße (siehe Liste der Büsten in der Walhalla)
- 1823: Goethe-Büste (Skulpturensammlung der Alten Nationalgalerie in Berlin). Schadow war schon 1802 bei Goethe in Weimar vorstellig geworden, hatte aber mit seinem Ansinnen, dessen Kopf für die Anfertigung einer Büste zu vermessen, eine Abfuhr erlitten.[15] Deshalb entstand die Büste erst 1823 nach einer Lebendmaske von Carl Gottlieb Weisser von 1815.[16]
- Mehrere Büsten von Christoph Martin Wieland. Eine davon ziert die Wieland-Ecke im Schlosspark Tiefurt (1802).

Büsten in der Walhalla bei Regensburg
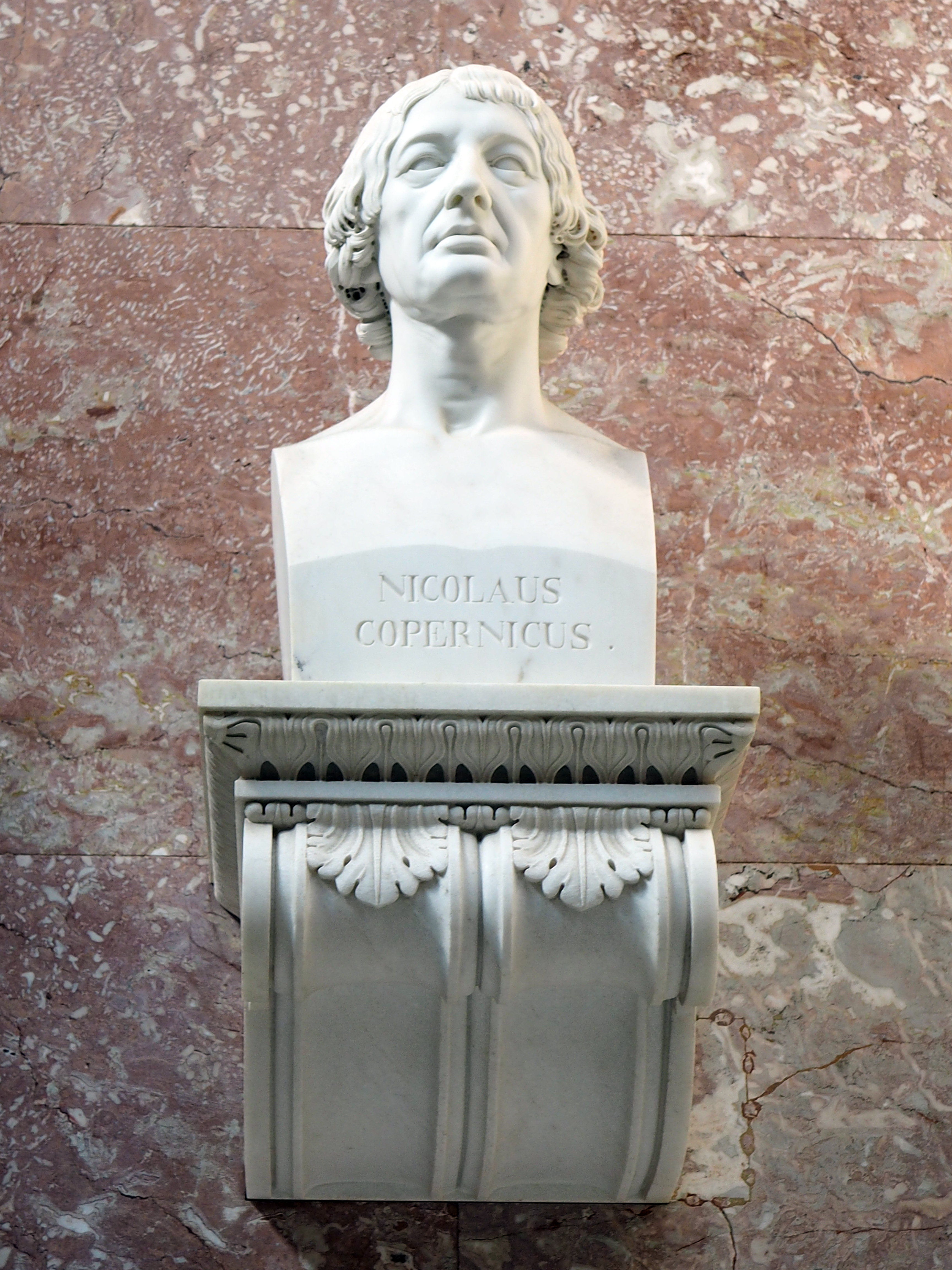
Nikolaus Kopernikus (1807)
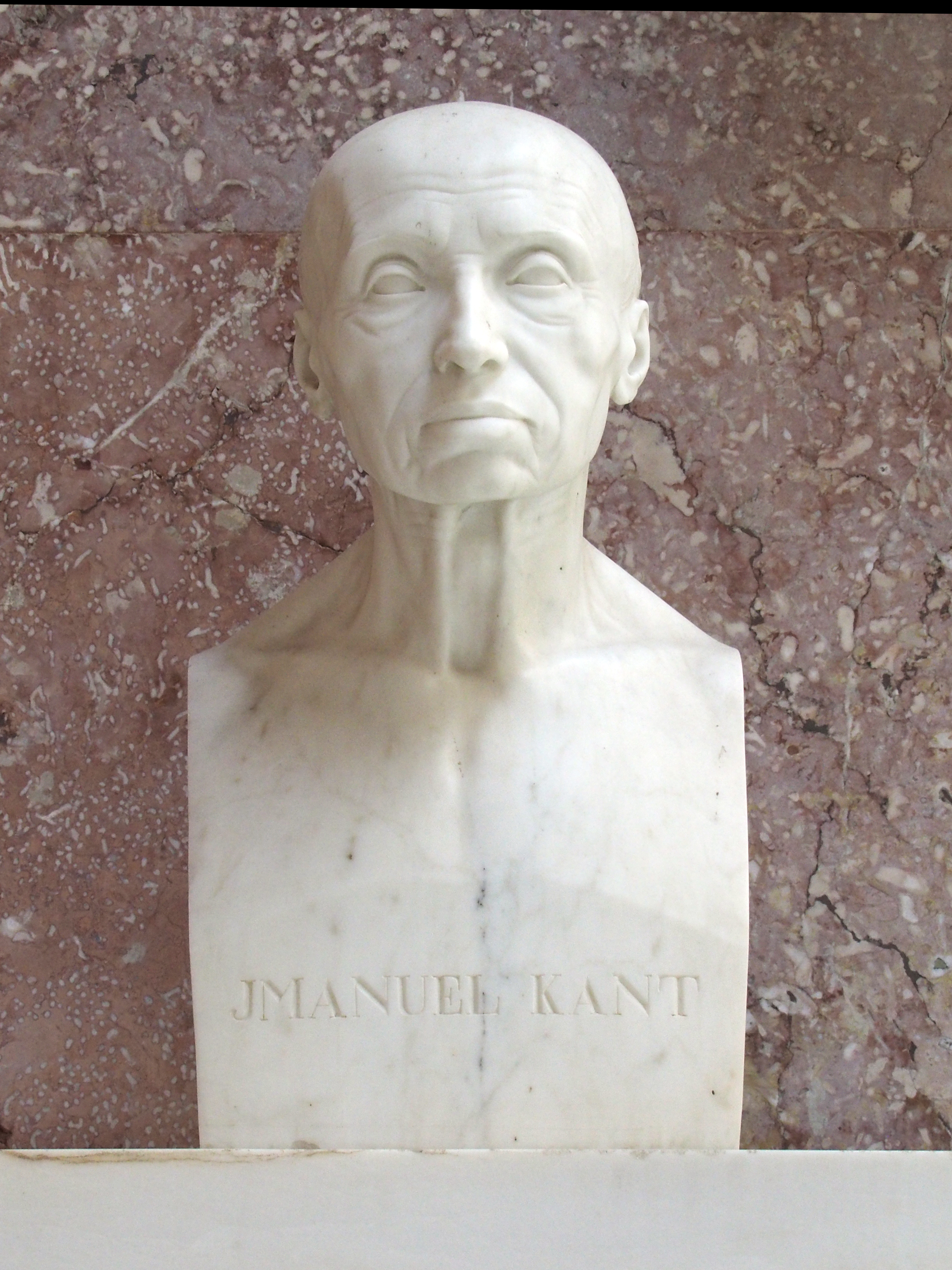
Immanuel Kant (1808)
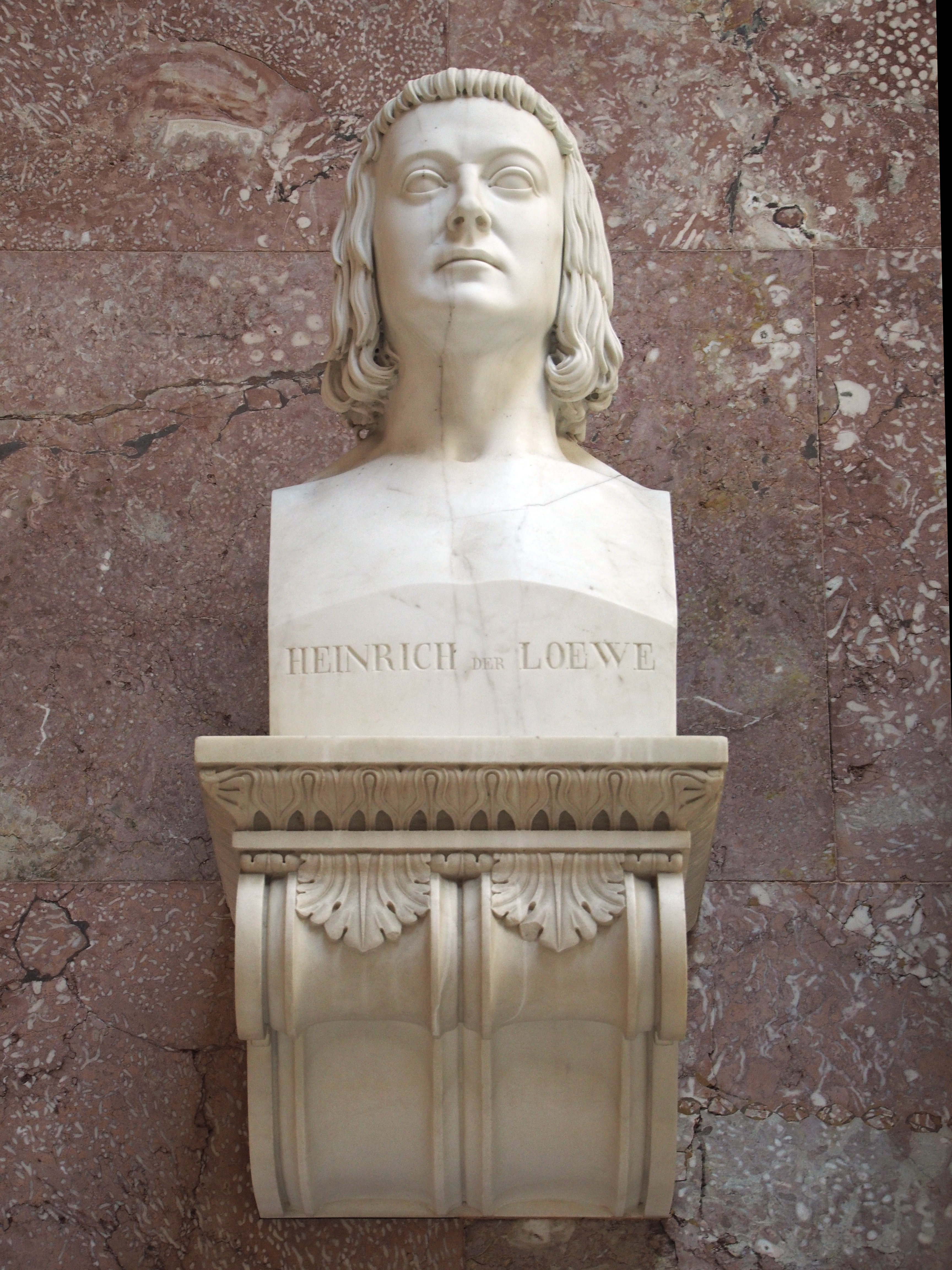
Heinrich der Löwe (1811)

### Weitere Skulpturen und Plastiken
- 1793: Quadriga (Berlin, Plastik auf dem Brandenburger Tor). König Friedrich Wilhelm II. ließ das Brandenburger Tor im Andenken an seinen Vorgänger Friedrich den Großen als Friedenstor errichten. Höhepunkt ist die das Bauwerk bekrönende Quadriga, ein von der geflügelten Siegesgöttin Viktoria als Friedensbringerin gelenktes Vierergespann vor einem Kampfwagen. Im Zweiten Weltkrieg wurde das Tor schwer beschädigt, von der originalen Quadriga ist noch ein Pferdekopf in der Sammlung der Stiftung Stadtmuseum Berlin erhalten geblieben. Das Brandenburger Tor befand sich ab 1948 infolge der Spaltung Berlins im Grenzbereich von Ost- und West-Berlin. Die Quadriga wurde 1958 in schwieriger Zusammenarbeit beider Stadthälften rekonstruiert.
- 1793 Marmorstandbild Friedrichs des Großen für Stettin, das erste Standbild des Königs überhaupt, Nationalmuseum Stettin (Barockbau);[17] Marmorkopie Bodemuseum (1904), Berlin; Bronzekopie (1877) Pommersches Landesmuseum Greifswald; dessen verkleinerte Fassung am Schloss Charlottenburg (1977), Berlin.[18]
- 1794: Zieten-Denkmal (Berlin, Bode-Museum). Bronzenachbildung am Wilhelmplatz.
- 1795–1797: die Prinzessinnengruppe, ein antikisierendes Doppelstandbild der Prinzessinnen Friederike und Luise von Mecklenburg-Strelitz. 1795: Gipsmodell, heute in der Friedrichswerderschen Kirche. 1797: Ausführung in Marmor, heute in der Alten Nationalgalerie.
- 1800: Denkmal für Fürst Leopold I. von Anhalt-Dessau (Berlin, Bode-Museum). Bronzenachbildung am Wilhelmplatz.[19]
- 1809 oder kurz zuvor: Luisen-Stein (Berlin, auf einer Insel im Tiergarten).
- Nach 1811: Apotheose der Königin Luise von Preußen (Relief in der Dorfkirche Paretz, Patronatsloge).
- 1819: Blücher-Denkmal in Rostock aus Kupfer (siehe unten). Goethe hatte an der Konzeption mitgewirkt.
- 1820: Errichtung des Löwenbrunnens am Naschmarkt in Leipzig mit zwei eisernen Löwen, die nach Schadows Entwürfen in der Kunst- und Glockengießerei Lauchhammer gegossen worden waren.
- 1821: Denkmal für Martin Luther, aufgestellt auf dem Marktplatz in Wittenberg (siehe unten).
- 1822: Bronzestatuette Friedrich II. mit seinen Windhunden. Das 91 cm hohe Bronzestandbild Friedrichs des Großen mit seinen Lieblingshunden befindet sich heute im Bode-Museum in Berlin. Auch die Skizze Schadows von den Gesichtern der Hunde blieb erhalten. Das Standbild wurde nicht mit allgemeinem Wohlwollen aufgenommen, wie Äußerungen des Feldmarschalls Friedrich von Kleist erkennen lassen. Dennoch hat es die Vorstellung von der Gestalt des „Alten Fritz“ in den folgenden Generationen geprägt. Es wird bis heute in Porzellan nachgebildet, sowohl in Originalgröße als auch in Miniatur, unter anderem in der Porzellanmanufaktur Sitzendorf und der Aeltesten Volkstedter Porzellanmanufaktur.
- 1840: Skulptur im Hebetempel in Neustrelitz in Mecklenburg-Strelitz. Ein Kreis aus ionischen Säulen umrahmt eine ca. 1840 nach dem Vorbild der 1796 von Antonio Canova geschaffene Figur der Hebe. Das Original der Statue, deren Kopie 1856 in der Mitte des Tempels aufgestellt wurde, befindet sich in den Staatlichen Museen zu Berlin.

Weitere Hauptwerke
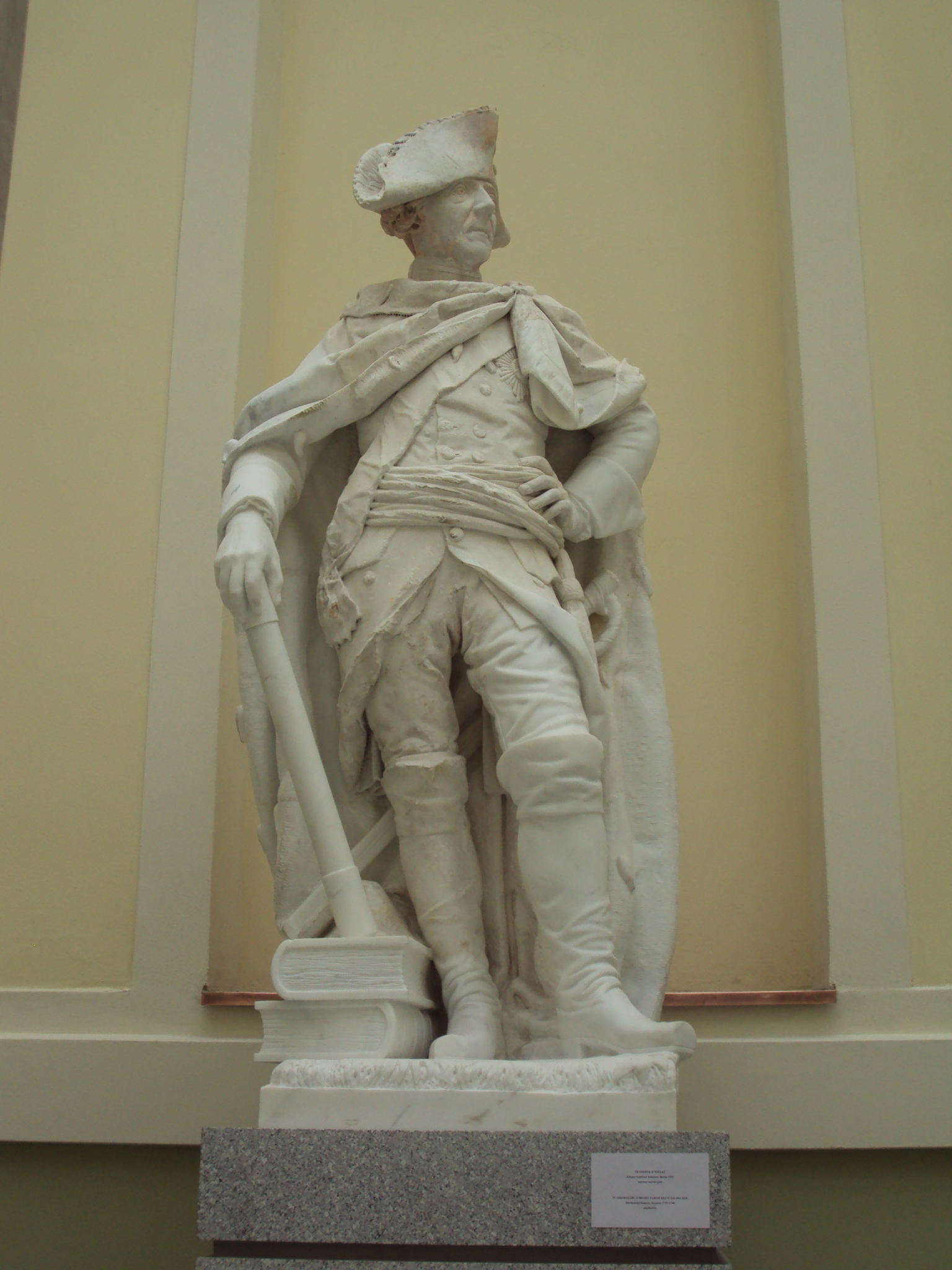
Denkmal Friedrichs des Großen in Stettin (1793)
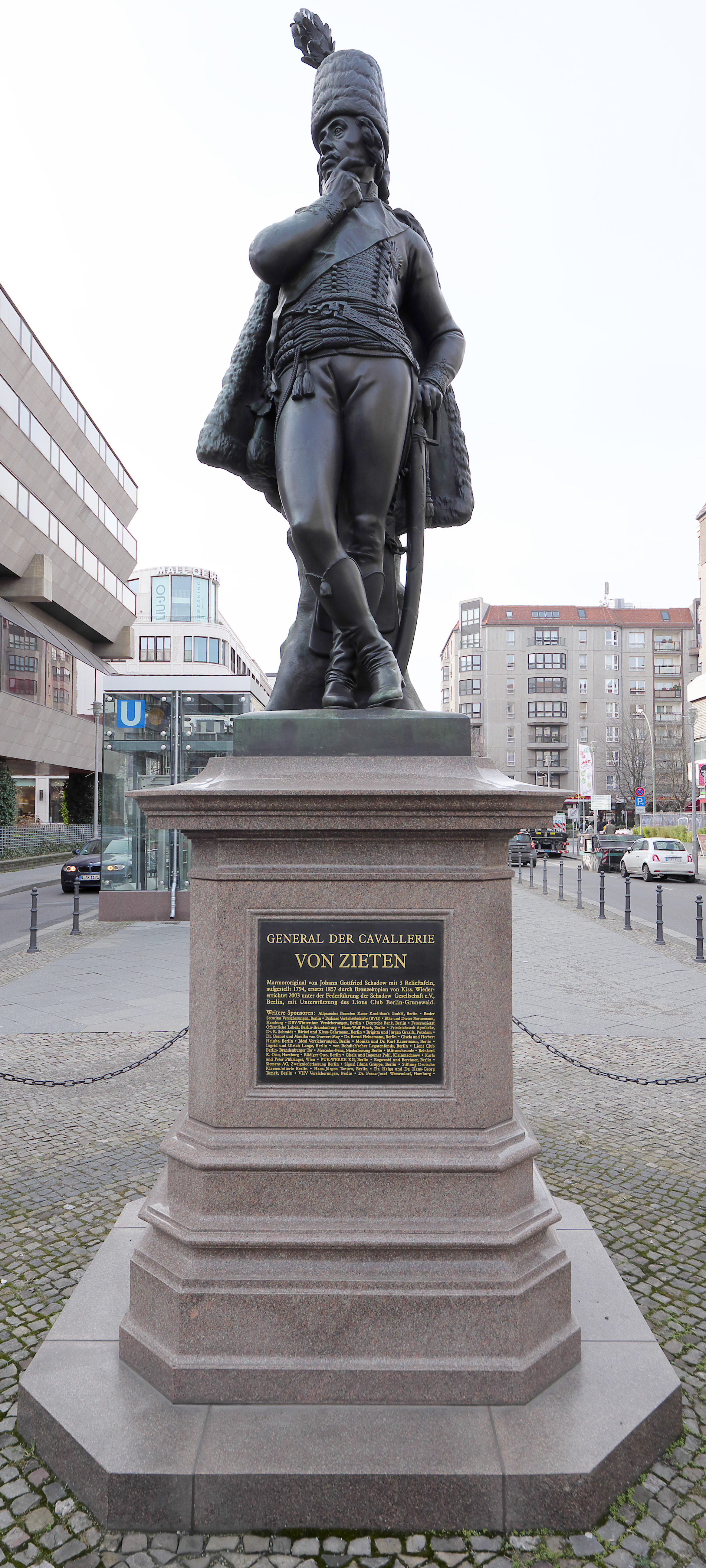
Denkmal Hans Joachim von Zietens in Berlin (1794/1857)
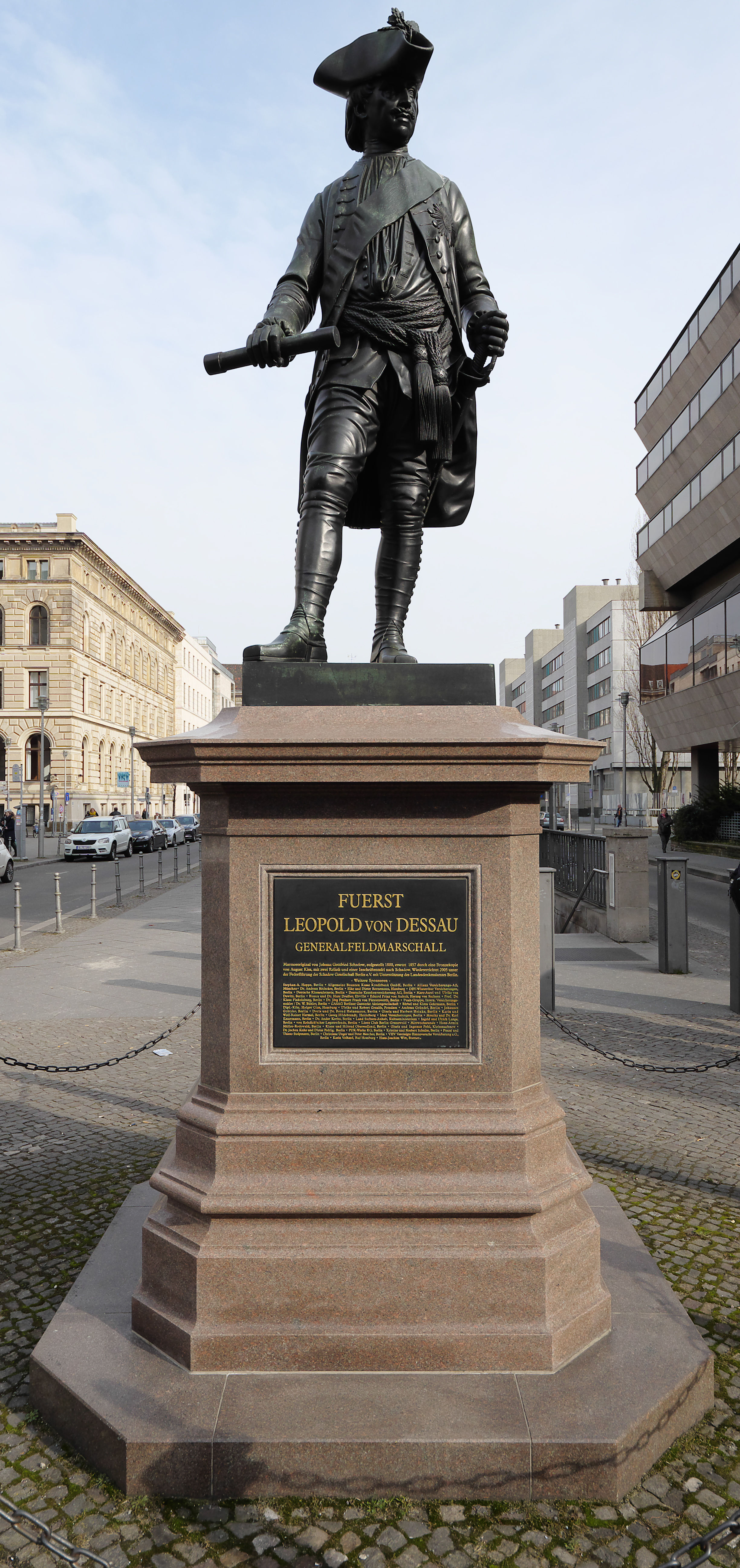
Denkmal des „Alten Dessauers“ in Berlin (1800/1857)

### Grafische Werke

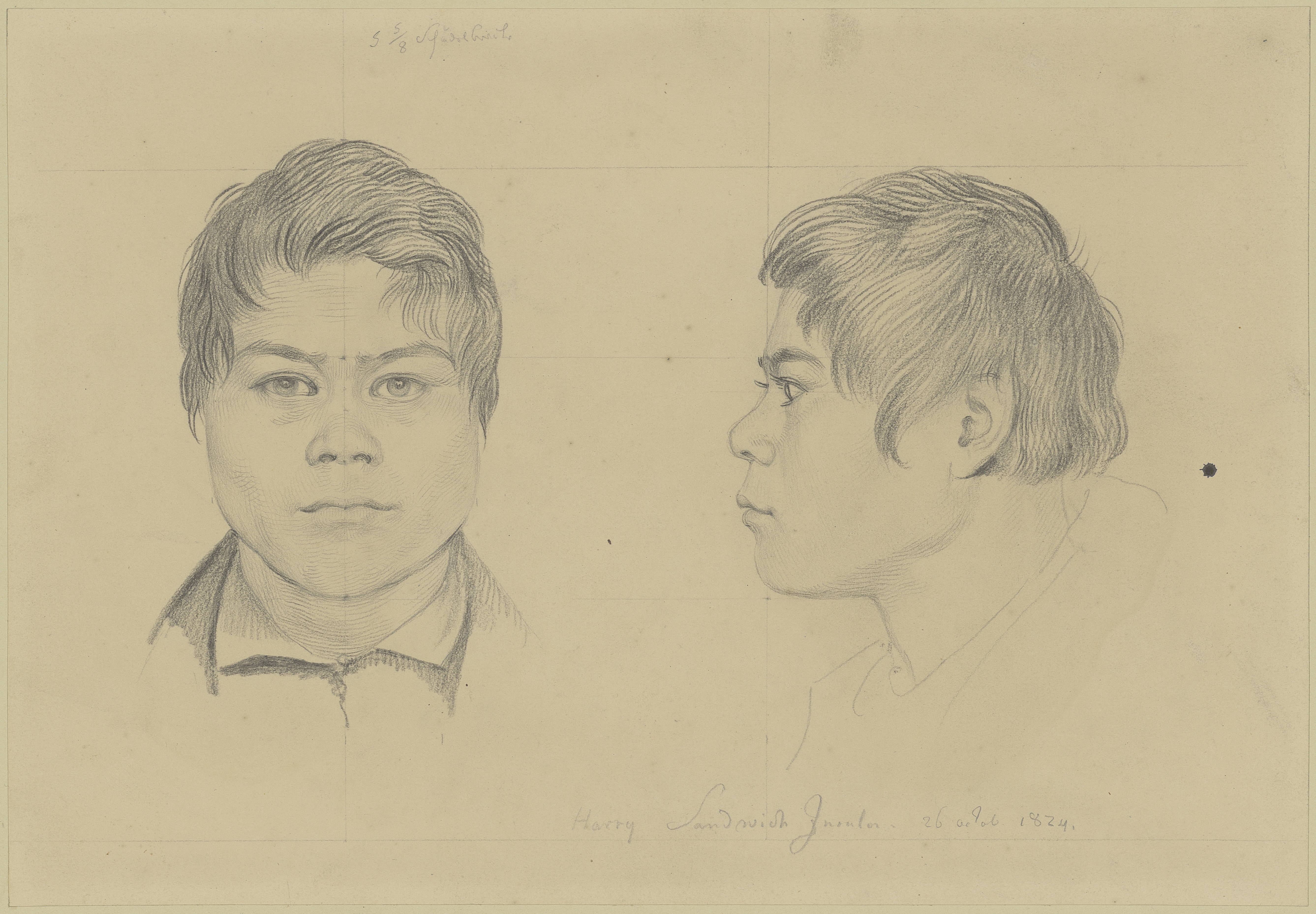
Porträt des Harry Maitey, Kreide und Graphit, 26. Oktober 1824

Schadow schuf weit mehr als 2200 Radierungen und Lithographien. In seinen späteren Jahren wandte sich verstärkt der Grafik zu und betätigte sich als Karikaturist. Einige seiner Karikaturen, insbesondere die zu Napoleon Bonaparte, reichen an die Qualität des englischen Karikaturisten George Cruikshank heran. Ein Beispiel ist die Karikatur Fechtstunde von 1814. Sein Interesse an Physiognomik zeigt sich unter anderem an der Zeichnung des Harry Maitey, der 1824 als erster Hawaiier nach Preußen gekommen war.

### Kunsttheoretische Schriften
- 1830: Lehre von den Knochen und Muskeln.
- 1834: Polyklet oder von der Massen der Menschen nach dem Geschlechte und Alter.
- 1835: National-Physiognomien oder Beobachtungen über den Unterschied der Gesichtszüge und der äußeren Gestalt des Körpers.
- 1849: Kunstwerke und Kunstansichten. Ein Quellwerk zur Berliner Kunst- und Kulturgeschichte zwischen 1730 und 1845. Reprint Götz Eckard, 3 Bd., Berlin 1987.
- 1825 Wittenbergs Denkmäler der Bildnerei, Baukunst und Malerei, mit historischen und artistischen Erläuterungen. Wittenberg, Zimmermannische Buchhandlung. Reprint 1993.